# ماتياس جاك
ماتياس جاك (بالألمانية: Mathias Jack)‏ (15 فبراير 1969 بلايبزيغ في ألمانيا - ) هو لاعب كرة قدم ألماني (وحمل سابقاً جنسية ألمانيا الشرقية) في مركز الدفاع. لعب مع إرتسغيبيرغه آوه وروت فايس إيسن وريث روفرز وساتشسين لايبزيغ وفورتونا دوسلدورف ونادي بوخوم ونادي هيبرنيان ونادي مبن ‏ وVfB Oldenburg ‏ وGrindavík (men's football) ‏.

## وصلات خارجية
- ماتياس جاك على موقع قاعدة بيانات كرة القدم.إي يو (الإنجليزية)
- ماتياس جاك على موقع Soccerbase.com (لاعب) (الإنجليزية)
- ماتياس جاك على موقع عالم كرة القدم.نت (الإنجليزية)